# تو تنها نیستی
«تو تنها نیستی» (به انگلیسی: You Are Not Alone) نام دومین تک‌آهنگ منتشر شده از نهمین آلبوم استودیویی مایکل جکسون با نام تاریخ است که در ۱۵ اوت ۱۹۹۵ (‎۲۴ مرداد ۱۳۷۴) منتشر شد و به یکی از موفق‌ترین ترانه‌های دوران فعالیتش تبدیل شد. سبک این ترانه آراندبی معاصر است و متن آن توسط آر. کلی نوشته شده‌است.
پاسخ منتقدان به ترانهٔ «تو تنها نیستی» در سطح وسیعی مثبت بود. این ترانه نامزد یک جایزه گرمی و یک جایزه موسیقی آمریکا شد. نماهنگ این ترانه که حاوی تصاویری نیمه برهنه از جکسون و همسرش، لیزا ماری پریسلی بود، بسیار مورد توجه قرار گرفت.
«تو تنها نیستی» اولین ترانه‌ای است که به محض ورود به جدول ۱۰۰ آهنگ داغ بیلبورد، در جایگاه نخست قرار گرفت. همین دستاورد باعث ثبت رکوردی در کتاب رکوردهای جهانی گینس برای جکسون شد.
«تو تنها نیستی» آخرین تک‌آهنگ شمارهٔ ۱ جکسون در جدول ۱۰۰ آهنگ داغ بیلبورد نیز است.
این تک‌آهنگ برای فروش ۱٬۰۰۰٬۰۰۰ نسخه در آمریکا، درجهٔ پلاتین را توسط انجمن صنعت ضبط موسیقی آمریکا دریافت کرد. «تو تنها نیستی» در ۸ کشور شماره یک شد و در تمام کشورهای جهان (به جز ایتالیا) در بین ۱۰ آهنگ برتر جای گرفت.
در سال ۲۰۰۷ دادگاهی در کشور بلژیک اعلام کرد که آر. کلی، کسی که نویسندهٔ این ترانه بوده‌است، از ترانهٔ هنرمند دیگری سرقت ادبی کرده‌است که در نتیجه تمام حقوق این اثر در کشور بلژیک از جکسون گرفته شد و پخش این ترانه نیز در آن کشور ممنوع شد.
نسخهٔ ریمیکس «تو تنها نیستی» در آلبوم خون روی زمین رقص: تاریخ در میکس (۱۹۹۷) منتشر شد.
همچنین در سال ۲۰۰۹ فینالیست‌های مجموعهٔ ششم مسابقهٔ استعدادیابی ایکس فکتور انگلستان این ترانه را دوباره‌خوانی کردند.
در سال ۲۰۱۱ نیز قسمتی از این آهنگ به همراه آهنگ «نمی‌تونم دوستت نداشته باشم» برای استفاده در تور جهانی جاویدان و انتشار در آلبوم جاویدان (۲۰۱۱) ریمیکس شد.

## مقدمه و تولید

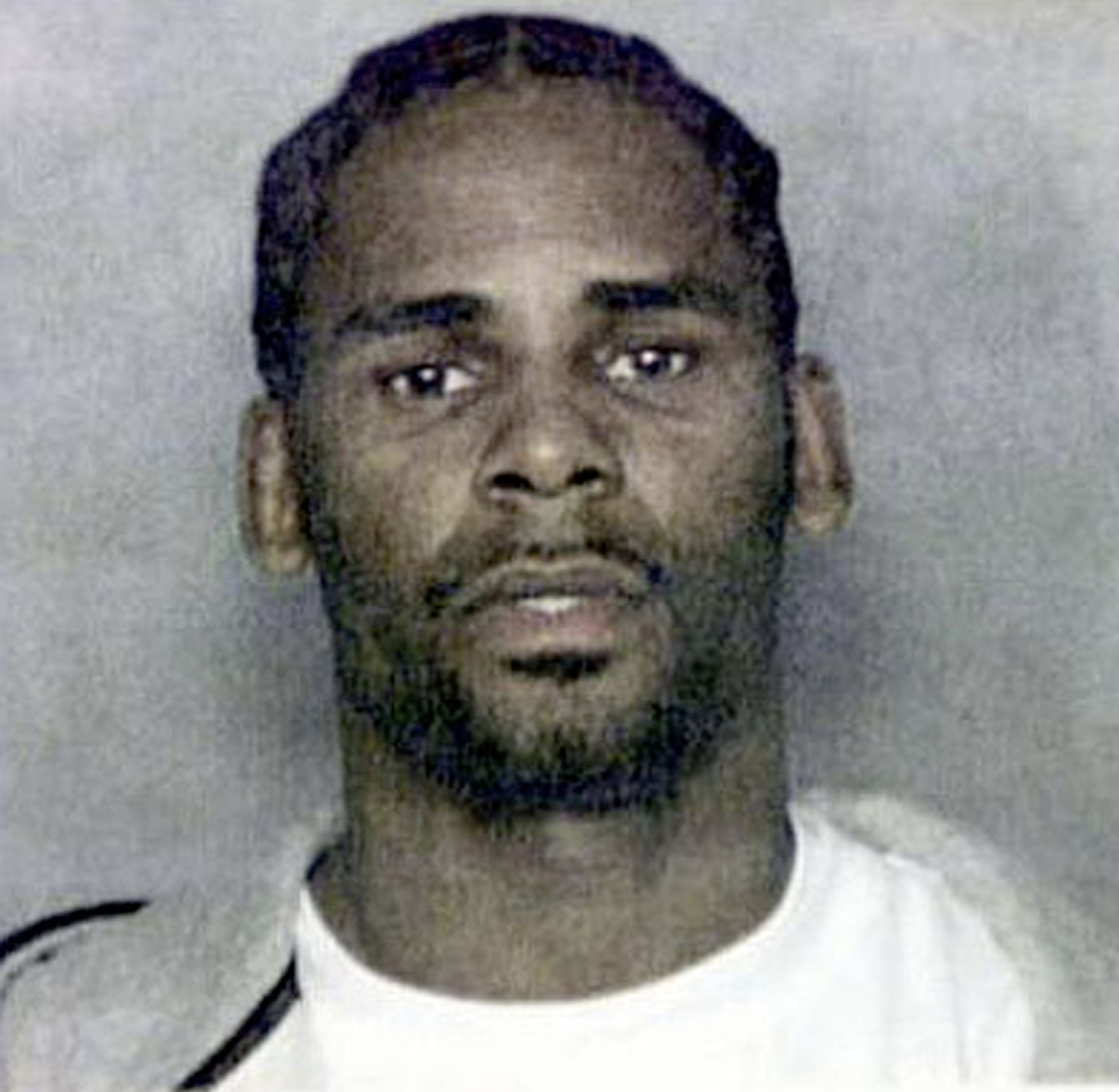
آر. کلی نویسندهٔ ترانهٔ «تو تنها نیستی» است.

ترانهٔ «تو تنها نیستی» نهمین آهنگ از ۱۵ آهنگ درون آلبوم تاریخ (۱۹۹۵) است که در ۱۵ اوت ۱۹۹۵ به عنوان دومین تک‌آهنگ نیز منتشر شد.
سبک این تصنیف، آراندبی معاصر و مضمون آن دربارهٔ عشق، بی‌عدالتی و جدایی است.
این آهنگ تنها اثر عاشقانه در بین ۱۵ آهنگ آلبوم تاریخ است. متن ترانه توسط آر. کلی نوشته شده و آن را با همکاری جکسون تولید کرد.
مایکل جکسون که در حال آماده کردن آلبوم تاریخ بود، با کلی تماس گرفت تا ببیند آیا او کار آماده‌ای در دست دارد یا نه. کلی هم نواری برای جکسون فرستاد و سپس جکسون پذیرفت که با او بر روی قطعهٔ «تو تنها نیستی» کار کند. آر. کلی از این‌که برای اسطوره و الهام‌گرش، مایکل جکسون، توانسته بود ترانه‌ای بنویسد، بسیار خشنود شد، او توضیح می‌دهد:

[از خوشی] به سرم زده بود، حس می‌کردم می‌تونم تمام آلبومش رو به عهده بگیرم، از سر خودخواهی نبود، به خاطر این بود که در موردش هیجان زده بودم. این تجربه‌ای خارج از این دنیاست. شگفت‌انگیزه که بدونی پنج سال پیش داشتم در زیرزمینی در محلهٔ کَلیمیان این آهنگ رو می‌نوشتم و الان دارم اونو برای مایکل جکسون می‌نویسم. احمقم اگه نگم این یه رؤیاست که به حقیقت پیوسته … زمانی که فهمیدم مایکل مرا برای این کار انتخاب کرده شوکه شدم، چون فکر نمی‌کردم که به این حد رسیده باشم. من خیلی دستپاچه بودم. از این می‌ترسیدم که نتونم از پس کار بر بیام. وقتی برای اولین بار به استودیوی [مایکل] رفتم، احساس سنگینی داشتم. مایکل در سطح بسیار متفاوتی بود. اما زمانی که کار آغاز شد، انگار که سال‌هاست با او کار می‌کنم.

کلی از شیوهٔ آوازی خود مایکل، در نواری که برای او فرستاد، استفاده کرده بود. او در توضیح می‌گوید: «فکر می‌کنم خودش [=مایکل جکسون] هستم. من او [مایکل جکسون] می‌شوم. می‌خواهم او [مایکل جکسون] هم این را حس کند».
جکسون پس از گوش کردن به ترانه، فوراً از آن خوشش آمد. کلی می‌گوید: «وقتی [مایکل] آهنگ را گوش کرد، به من لبخند زد؛ چون که من از [شیوهٔ خواندن] او تقلید کرده بودم».
آر. کلی بعدها برای نوشتن و تولید دو ترانهٔ «گریه» (۲۰۰۱) و «یک شانس دیگر» (۲۰۰۳) نیز به مایکل جکسون کمک کرد.

## افتخارات و عملکرد در جدول‌های موسیقی
تک‌آهنگ «تو تنها نیستی»، یکی از موفق‌ترین تک‌آهنگ‌های جکسون است. نام این تک‌آهنگ به عنوان «اولین آهنگی که در تاریخ ۳۷ سالهٔ جدول ۱۰۰ آهنگ داغ بیلبورد، به محض ورود به جدول، رتبهٔ ۱ را به دست آورد» در کتاب رکوردهای گینس ثبت شده‌است.
رکورد قبلی، باز هم در دست خود جکسون بود. قبل از «تو تنها نیستی»، تک‌آهنگ «جیغ/کودکی» اولین تک‌آهنگی بود که به محض ورود به جدول ۱۰۰ آهنگ داغ بیلبورد در جایگاه شمارهٔ ۵ قرار گرفت.
با شماره یک شدن تک‌آهنگ «تو تنها نیستی»، مایکل رکورد دیگری نیز ثبت کرد. او به هنرمندی تبدیل شد که فاصلهٔ زمانی اولین و آخرین تک‌آهنگ شماره یکش در جدول ۱۰۰ تک‌آهنگ داغ بیلبورد، بیش از هر هنرمند دیگری بود. اولین تک‌آهنگ او که در جدول بیلبورد ۱۰۰، شماره یک شد، تک‌آهنگ «می‌خواهم برگردی» بود که در سال ۱۹۶۹ منتشر شد. این بدین معنا بود که ۲۵ سال و ۷ ماه و ۱ هفته، فاصلهٔ زمانی بین اولین تک‌آهنگ شماره یک و آخرین تک‌آهنگ شماره یک‌اش بود. در سال ۱۹۹۹ این رکورد توسط شِر شکسته شد.
فروش این ترانه در هفتهٔ اول انتشارش، ۱۲۰ هزار نسخه بود.
همچنین برای فروش حداقل ۱ میلیون نسخه در آمریکا، توسط انجمن صنعت ضبط موسیقی آمریکا، گواهی‌نامهٔ پلاتین را دریافت کرد.
در انگلستان نیز هشتمین آهنگ پرفروش سال ۱۹۹۵ شد.
این ترانه در کشورهای آمریکا، انگلستان، والونی، ایرلند، فرانسه، نیوزلند، اسپانیا و سوئیس شماره یک شد.
«تو تنها نیستی» نامزد جایزهٔ «بهترین ترانهٔ سال» و «بهترین اجرای خوانندهٔ پاپ» در مراسم جایزه گرمی و جایزهٔ «بهترین اجرای خوانندهٔ مَرد پاپ» در مراسم جایزه موسیقی آمریکا شد.

## واکنش منتقدان
«تو تنها نیستی» مورد تحسین منتقدان موسیقی قرار گرفته‌است. جیمز هانتر از مجلهٔ رولینگ استون نوشته‌است: «تک‌آهنگ اعلای کنونی «جیغ» یا تصنیف درجهٔ یک «تو تنها نیستی» قصد ایجاد ارتباط بین وقایع گذشتهٔ ناخوشایند مایکل و مسائل جهان شمولی مثل بی‌عدالتی و جدایی را دارند. وقتی جکسون موسیقی‌اش را بر پایهٔ رُک‌گویی هیپ‌هاپ قرار می‌دهد، طرح خلاصهٔ سناریوهای هولناکی را می‌ریزد، تا زشتی حِرص و آز را نشان بدهد و بحث غیرقابل اعتماد بودن و تهمت‌های ناروا را پوشش دهد».
جان پرلز از روزنامهٔ نیویورک تایمز گفت که این تنها آهنگ عشقی متعارف مایکل در آلبوم تاریخ است.
استفن تامس ارلوین از مجلهٔ آل‌میوزیک بر این باور است که این اثر، «گمراه‌کننده» است.
نلسون جرج، منتقد موسیقی، روزنامه‌نگار و زندگی‌نامه‌نویس، این ترانه را «ملایم و دوست‌داشتنی» توصیف کرد. زندگی‌نامه‌نویس و خبرنگار، جی. رندی تارابورلی در سال ۲۰۰۴ در کتاب جادو و جنون نوشت: «[تو نتها نیستی] همچنان یکی از بهترین ترانه‌های جکسون است. هنگام گوش کردن به آن، فرد از فکرش می‌گذرد که در طول سخت‌ترین و دردناک‌ترین لحظات، چند بار جکسون سعی کرده‌است تا به خود بگوید که او قطعاً در زندگی‌اش از حمایت برخوردار است، از یک قدرت برتر، یا حتی دوستان و خانواده، خواه خودش باور داشته باشد یا نداشته باشد».
فرد شوستر از لس‌آنجلس دیلی نیوز این تصنیف را بهترین اثر آلبوم تاریخ توصیف کرد.
با وجود این که استیو هالسی از میشیگان کرونیکلز، نقد مثبتی در مورد آلبوم تاریخ نوشت، اما این آهنگ را بدترین اثر آلبوم توصیف کرد. او اشعار نوشته شده توسط آر. کلی را پیش‌پاافتاده و پایین‌تر از سطح استاندارد پایه‌گذاری شده توسط مهارت‌های ترانه‌نویسی خود مایکل جکسون دانست.

## نماهنگ
نماهنگ «تو تنها نیستی» توسط وین ایشام کارگردانی شد و ضبط آن از تاریخ ۲۸ ژوئیه ۱۹۹۵ (‎۶ مرداد ۱۳۷۴) شروع شد و ۵ روز به طول انجامید.
این نماهنگ تا به امروز بر روی ۳ عدد از آلبوم‌های ویدئویی جکسون منتشر شده‌است: تاریخ در فیلم، جلد ۲ (۱۹۹۵)، نامبر وانز (۲۰۰۳) و ویژن (۲۰۱۰). تنها در آلبوم ویدئویی تاریخ در فیلم، جلد ۲ که در سال ۱۹۹۵ بر روی نوارهای وی‌اچ‌اس و در سال ۲۰۰۱ بر روی دی‌وی‌دی منتشر شد، در ابتدای ویدئوی «تو تنها نیستی» به جکسون دو بال سفید رنگ با استفاده از جلوه‌های کامپیوتری داده شده‌است.
شرح داستان

بخشی از نماهنگ «تو تنها نیستی» که مایکل در یک تئاتر خالی از تماشاچی می‌خواند.

نماهنگ «تو تنها نیستی» با تعداد بسیار زیادی از پاپاراتزیها که در حال عکس گرفتن از جکسون هستند شروع می‌شود. سپس دو لوکیشن در محوریت قرار می‌گیرد: معبدی که جکسون تقریباً برهنه در صحنه‌ای محبت‌آمیز با همسرش لیزا ماری پریسلی ظاهر می‌شود و دیگری در یک سالن تئاتر که جکسون آهنگ را برای یک سالن خالی اجرا می‌کند. همچنین جکسون به تنهایی در لوکیشن‌های دیگری مثل بیابان‌ها و قلهٔ کوه‌ها هم ظاهر می‌شود.

صحنه‌هایی که در معبد فیلم‌برداری شده‌است، ادای احترامی به نقاشی مکسفیلد پریش است که در سال ۱۹۲۲ با نام «سپیده‌دم» آن را کشیده بود.
نقد
با وجود نقدهای مثبت، جی. رندی تارابورلی، دربارهٔ این نماهنگ گفت:

تنها مشکل «تو تنها نیستی» ویدئوی عجیب و غریب آن است، که در آن مایکل و لیزا در مقابل پس زمینه‌ای آسمانی و تقریباً برهنه لحظات خوشی را می‌گذرانند. برهنگی تقریبی ارتباطی ایجاد نمی‌کند و کمی آزاردهنده‌است؛ فرد آرزو می‌کند که ای کاش آن‌ها لباس‌هایشان را دوباره بر تن کنند.

لیزا بعدها گفت: «در اون لحظه تحت تأثیر تملق قرار داشتم. شرکت در ویدئوی مایکل جکسون یه جورایی با حال بود. بی‌خیال!»

## اجراهای زنده
ترانهٔ «تو تنها نیستی» از زمان انتشارش چندین بار توسط جکسون به صورت زنده اجرا شده‌است، که به ترتیب زیر است:
- در دوازدهمین مراسم جوایز موزیک ویدئوی ام‌تی‌وی در ۷ سپتامبر ۱۹۹۵.
- پانزدهمین جشن سالانهٔ تأسیس تلویزیون سرگرمی سیاه‌پوستان (BET) در ۲۲ سپتامبر ۱۹۹۵ در شهر واشینگتن. این برنامه در ۲۲ دسامبر همان سال در تلویزیون نمایش داده شد. جکسون در این مراسم به اولین نفری تبدیل شد که در پیاده‌روی مشاهیر این مراسم معرفی می‌شد.
- در ۸۲ کنسرت تور جهانی تاریخ که در سال‌های ۱۹۹۶ و ۱۹۹۷ برگزار شد. در هنگام اجرای «تو تنها نیستی» در این تور، یکی از دختران خوش‌شانس بر روی صحنه برده می‌شد تا با جکسون برقصد.
- در دو کنسرت خیریهٔ مایکل جکسون و دوستان یکی در شهر سئول، کره جنوبی و دیگری در شهر مونیخ، آلمان که اولی در ۲۵ ژوئن ۱۹۹۹ و دومی در ۲۷ ژوئن همان سال برگزار شد. در این کنسرت هنرمندانی همانند لوسیانو پاواراتی، لوتروندروس، ماریا کری، اسلش، اسکورپیونز، ای. آر. رحمان، بویز تو من و آندره بوچلی به اجرای برنامه پرداختند.

## سرقت ادبی
در سال ۲۰۰۷ (۱۳۸۶ ه‍.ش)، دادگاهی در بلژیک حکمی صادر کرد، مبنی بر اینکه آر. کلی هنگام ساخت «تو تنها نیستی» از آهنگی با نام «اگه بتونیم همه رو از اول شروع کنیم» که در سال ۱۹۹۳ منتشر شد، سرقت ادبی کرده‌است؛ بنابراین تمام حقوق این اثر جکسون در بلژیک به برادران آهنگساز دوقلو ادی و دنی ون پاسل منتقل شد. این حکم فقط در بلژیک معتبر است و روی آنتن رفتن این اثر در این کشور ممنوع شده‌است.

## جدول‌ها

### رتبه در جداول موسیقی جهان
| جدول موسیقی (۱۹۹۵)                | رتبه |
| --------------------------------- | ---- |
| جدول تک‌آهنگ‌های ای‌آرآی‌ای استرالیا  | ۷    |
| جدول تک‌آهنگ‌های استرالیا           | ۲    |
| جدول تک‌آهنگ‌های بلژیک (فلاندرز)    | ۳    |
| جدول تک‌آهنگ‌های بلژیک (والونی)     | ۱    |
| جدول تک‌آهنگ‌های کانادا             | ۲    |
| ۴۰ اثر برتر هلند                  | ۶    |
| جدول تک‌آهنگ‌های فندلاند            | ۱۰   |
| جدول تک‌آهنگ‌های فرانسه             | ۱    |
| جدول تک‌آهنگ‌های ایرلند             | ۱    |
| جدول تک‌آهنگ‌های ایتالیا            | ۱۴   |
| جدول تک‌آهنگ‌های آرآی‌ای‌ان‌زد نیوزلند | ۱    |
| جدول تک‌آهنگ‌های نروژ               | ۹    |
| جدول تک‌آهنگ‌های اسپانیا            | ۱    |
| جدول تک‌آهنگ‌های سوئد               | ۲    |
| جدول تک‌آهنگ‌های سوئیس              | ۱    |
| جدول تک‌آهنگ‌های انگلستان           | ۱    |
| ۱۰۰ آهنگ داغ بیلبورد              | ۱    |
| جدول موسیقی (۲۰۰۹)                | رتبه |
| جدول تک‌آهنگ‌های دانمارک            | ۳۳   |
| جدول تک‌آهنگ‌های دیجیتالی فرانسه    | ۱۹   |
| جدول تک‌آهنگ‌های نیوزلند            | ۱    |
| جدول تک‌آهنگ‌های سوئد               | ۳۷   |
| ۱۰۰ اثر دیجیتالی برتر بیلبورد     | ۱۷   |

### موقعیت ترانه در پایان سال ۱۹۹۵
| جدول پایان سال (۱۹۹۵)         | موقعیت |
| ----------------------------- | ------ |
| ۱۰۰ آهنگ داغ بیلبورد (آمریکا) | ۲۱     |

### گواهی‌نامه‌ها
| کشور     | گواهی‌نامه | فروش      |
| -------- | --------- | --------- |
| استرالیا | طلا       | ۲۰٬۰۰۰    |
| فرانسه   | طلا       | ۲۵۰٬۰۰۰   |
| آلمان    | طلا       | ۲۵۰٬۰۰۰   |
| نیوزلند  | طلا       | ۷٬۵۰۰     |
| سوئیس    | طلا       | ۲۵٬۰۰۰    |
| انگلستان | طلا       | ۴۰۰٬۰۰۰   |
| آمریکا   | پلاتین    | ۱٬۰۰۰٬۰۰۰ |

## تک‌آهنگ‌ها
| کانادا و آمریکا 1. «تو تنها نیستی» – ۴:۵۶ 2. «تو تنها نیستی» (radio edit) ‏– ۴:۳۴ 3. «تو تنها نیستی» (Franctified Club Mix) ‏– ۱۰:۴۰ 4. «جیغ بلندتر» (Flyte Tyme Remix) ‏– ۵:۳۰ 5. «MJ Megaremix» ‏– ۱۰:۳۳ برزیل 1. «تو تنها نیستی» (R. Kelly Remix Edit) ‏– ۴:۳۰ 2. «تو تنها نیستی» (Classic Club Edit) ‏– ۴:۵۹ 3. «تو تنها نیستی» (Jon B. Remix Edit) ‏– ۴:۵۹ 4. «تو تنها نیستی» (R. Kelly Remix) ‏– ۶:۲۳ 5. «تو تنها نیستی» (Jon B. Main Mix) ‏– ۶:۵۵ 6. «رقص با تو» (Frankie's Favorite Club Mix) ‏– ۷:۴۵ ژاپن 1. «تو تنها نیستی» – ۴:۵۶ 2. «تو تنها نیستی» (radio edit) ‏– ۴:۳۴ 3. «تو تنها نیستی» (Franctified Club Mix) ‏– ۱۰:۴۰ 4. «تو تنها نیستی» (R. Kelly Mix) ‏– ۶:۲۳ 5. «تو تنها نیستی» (Franctified Club Mix Edit) ‏– ۷:۴۰ 6. «تو تنها نیستی» (Jon B. Main Mix) ‏– ۶:۵۵ 7. «تو تنها نیستی» (Jon B. Padapella Mix) ‏– ۶:۵۵ کاست 1. «تو تنها نیستی» – ۴:۵۶ 2. «جیغ بلندتر» (Flyte Tyme Remix) ‏– ۵:۳۰ | استرالیا 1. «تو تنها نیستی» – ۴:۵۶ 2. «تو تنها نیستی» (radio edit) ‏– ۴:۳۴ 3. «تو تنها نیستی» (Franctified Club Mix) ‏– ۱۰:۴۰ 4. «تو تنها نیستی» (Classic Club Mix) ‏– ۷:۴۰ 5. «تو تنها نیستی» (Jon B. Main Mix) ‏– ۶:۵۵ 6. «تو تنها نیستی» (Jon B. Padapella Mix) ‏– ۶:۵۵ 7. «MJ Medley Aus Dem Viva» ‏– ۴:۵۹ هلند 1. «تو تنها نیستی» – ۴:۵۶ 2. «تو تنها نیستی» (radio edit) ‏– ۴:۳۴ 3. «تو تنها نیستی» (Franctified Club Mix) ‏– ۱۰:۴۰ 4. «تو تنها نیستی» (Classic Club Mix) ‏– ۷:۴۰ 5. «تو تنها نیستی» (Jon B. Main Mix) ‏– ۶:۵۵ 6. «تو تنها نیستی» (Jon B. Padapella Mix) ‏– ۶:۵۵ 7. «Magic Michael Jackson Mix» ‏– ۴:۲۶ رؤیایی: تک ویدیوها - سی‌دی 1. «تو تنها نیستی» (نسخه رادیو) – ۴:۳۴ 2. «تو تنها نیستی» (Classic Club Mix) ‏– ۷:۳۶ - دی‌وی‌دی 1. «تو تنها نیستی» (موزیک ویدئو) – ۵:۳۵ |

## نسخه‌های رسمی
از آهنگ «تو تنها نیستی» چندین نسخهٔ دیگر به صورت رسمی منتشر شده‌است:
- Album Version.
- Album Edit.
- Album Version – different fade.
- Jon B. Padappella.
- Classic Club Edit.
- Jon B. Remix Edit.
- Radio Edit.
- Knuckluv Dub Version.
- Frankie Knuckles – Classic Club Mix.
- R. Kelly Remix.
- Frankie Knuckles – Franctified Club Mix.
- R. Kelly Remix Edit.
- Jon B. Main Mix.

## نسخه‌های بازخوانی
آر. کلی در اواخر سال ۲۰۱۰ ترانهٔ «تو تنها نیستی» را برای انتشار در آلبوم عشق نامه‌ای (به انگلیسی: Love Letter) دوباره‌خوانی کرد. آر. کلی در ابتدای ترانه می‌گوید: «در عشق و بزرگداشت قهرمانم، مایکل جکسون».

## مسابقه ایکس فکتور ۲۰۰۹
در ۱۵ نوامبر ۲۰۰۹ (‎۲۴ آبان ۱۳۸۸)، فینالیست‌های مجموعهٔ شش‌ام مسابقهٔ استعداد یابی ایکس فکتور انگلستان، ترانهٔ «تو تنها نیستی» را دوباره‌خوانی کردند.
فینالیست‌ها این ترانه را برای اولین بار در ۱۵ نوامبر به صورت زنده اجرا کردند. «تو تنها نیستی» در همان روز اجرا، برای فروش دیجیتالی منتشر شد و در روز بعد وارد بازار شد.
فروش این ترانه باعث شد که ۱ میلیون پوند برای اهداف خیریه جمع‌آوری بشود.
جدول‌ها
| جدول‌ها (۲۰۰۹)           | رتبه |
| ----------------------- | ---- |
| جدول تک‌آهنگ‌های انگلستان | ۱    |
| ۱۰۰ تک‌آهنگ برتر اروپا   | ۱۰   |

جدول‌های پایان سال
| جدول                    | رتبه |
| ----------------------- | ---- |
| جدول تک‌آهنگ‌های انگلستان | ۲۸   |
| جدول تک‌آهنگ‌های ایرلند   | ۱۵   |

## واژه‌نامه
1. ↑  Best Pop Vocal Performance
2. ↑  Best Male Pop Vocal Performance
3. ↑  VHS
4. ↑  Maxfield Parrish
5. ↑  Daybreak
6. ↑  If We Can Start All Over
7. ↑  twin composer brothers, Eddy and Danny Van Passel
8. ↑  Cover

## توضیحات
1. ↑  تمام تک‌آهنگ‌هایی که تا قبل از ترانهٔ «تو تنها نیستی» شماره ۱ (نامبر وان) شده بودند، در ابتدا در رتبه‌های بالای جدول قرار گرفته بودند و بعد از آن به رتبهٔ ۱ رسیدند. بعد از «تو تنها نیستی» چند ترانهٔ دیگر نیز این‌گونه شماره یک شدند.
2. ↑  وین ایشام در سال ۲۰۱۱ ویدئو کلیپ ترانهٔ «امشب هالیوود» را نیز کارگردانی کرد.
3. ↑  لوکیشن تئاتر این نماهنگ در تماشاخانهٔ پانتیجز (Pantages Theatre) در خیابان هالیوود، لس‌آنجلس فیلم‌بردای شده‌است. در سال ۲۰۱۱، قسمت انتهایی نماهنگ «امشب هالیوود» نیز در جلوی ورودی این تئاتر فیلم‌برداری شد.

## فهرست گزیدهٔ منابع
- Taraborrelli, J. Randy (2009). Michael Jackson: The Magic, The Madness, The Whole Story, 1958–2009 (به انگلیسی). Headline.
- Brown, Jake (2004). Your Body's Calling Me (به انگلیسی). Amber Books Publishing.
- George, Nelson (2004). Michael Jackson: The Ultimate Collection booklet (به انگلیسی). Sony BMG.
- Halstead, Craig (2007). Michael Jackson: For the Record (به انگلیسی). Authors OnLine.